# Club de Rugby Los Troncos
El Club de Rugby Los Troncos es un club de rugby chileno con sede en la ciudad de Concepción. Fue fundado en 1978 por un grupo de ingenieros forestales provenientes de las ciudades de Santiago y Valdivia encabezados por John Scott.
En 1979 se integró a la Asociación de Rugby de Concepción, en la que permaneció hasta la temporada 2001. A partir de entonces ha particidado en las principales competencias nacionales, destacando su paso por el Campeonato Central de Rugby de la Asociación de Rugby Santiago, así como su participación en la Liga de Rugby de Chile.

## Palmarés

### Torneos nacionales
- Campeonato Central de Rugby (1): 2007
- Liga de Rugby de Chile (2): 2010, 2014
- Torneo Centro-Sur (2): 2015, 2017
- Copa de Plata Torneo Nacional (1): 2012
- Copa de Bronce ARUSA (1): 2004

### Torneos locales
- Torneo Oficial ARUCO (24): 1979, 1980, 1981, 1982, 1983, 1984, 1985, 1986, 1987, 1989, 1991, 1996, 1997, 1998, 2000, 2002, 2005, 2006, 2008, 2009, 2012, 2013, 2014, 2015
- Torneo de Apertura ARUCO (11): 1979, 1980, 1981, 1982, 1983, 1984, 1985, 1986, 1987, 1989, 1991
- Torneo de Clausura ARUCO (1): 1996
- Torneo "Ten a Side" ARUCO (1): 1998
- Torneo M23 ARUCO (1): 1996
- Torneo Oficial Serie B ARUCO (1): 1998
- Torneo "Ten a Side" Serie B ARUCO (1): 1998